# Xipiu crestat
El xipiu crestat és una espècie d'ocell de la família dels tràupids (Thraupidae), l'única del gènere Charitospiza Oberholser, 1905.

## Descripció
- Ocell menut amb una llargària d'uns 11,5. Presenta dimorfisme sexual.
- Mascle amb cresta, front i zona ocular negres, contrastades amb els costats blancs del coll. Gris argentat per sobre. Parts inferiors canyella, amb la gola i centre del pit negres. Ales i cua negres.
- Femella amb cresta marró, parts superiors marrons i galtes, gola i parts inferiors canyella.

## Hàbitat i distribució
Habita localment les sabanes àrides de l'Argentina, Bolívia i el Brasil.

## Taxonomia
Classificat als emberízids, és transferit recentment als tràupids.
No se n'ha descrit subespècies.